# 貧窮

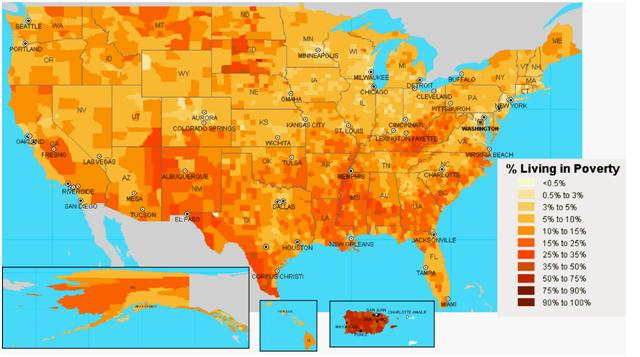
美國貧窮人口分布

貧窮是個很廣泛的觀念，沒有絕對的定義。在中文裡，貧、窮兩字本解作「極度不足」，滿足與否則是個很個人的感覺。貧窮不限於錢財方面的不足，貧窮可形容人類一般生活情況非常困難、資源短缺、生活質素差。有些人認為貧窮的定義是主觀、具比較性的。貧窮可能會包括社會、經濟及政治上的概念。而極端貧窮或是絕對貧窮是指完全沒有滿足基本需求所需的物資，例如食物、服装及住房等。
絕對貧窮的基準一般會是固定的，不會隨個人居住的國家或地區而不同。而相對貧窮是指一個人的生活水平無法維持在同一國家其他人的最低水準。因此相對貧窮的基準會隨國家而不同，也會隨社會而不同。
各國所能提供的基本需要會受到各國政府施政的限制或不足而受到影響，例如贪污、節稅、國家債務及貸款條件性，也會受到醫學或是專業人士的人才外流所影響。提高所得讓更多人可以滿足基本需求包括福利、經濟自由或金融服務。
扶助貧窮和幫助減少貧窮人口仍然是許多國際組織（例如聯合國及世界銀行）的主要目標之一。

## 定義
一般可以通過以下幾方面探討「貧窮」觀念：
- 人類物質上的所需，包括日常生活的必需品和服務的不足，這些不足有沒有改變、改善。
- 相對貧窮
- 經濟上是否豐裕，錢財、資源（天然資源）是否足夠。「足夠」一詞在世界各地的文化、政治、經濟上，都有着不同的定義，歐盟國家對「貧窮」的定義就包含了資源分佈是否平等。
- 社會人際關係，面臨貧窮的人有否被邊緣化、是否對他人依賴、能否過着普遍認為「正常」的生活模式——例如，是否能夠維持一個健康的家庭、能否教養小孩、能否參與社會上的活動。

家庭每個月的人均實際收入最常見的計算公式是：
家庭每個月的人均實際收入 = [家庭總收入-必然開支]/家庭供養人數
經計算後所得的結果會分成3組：

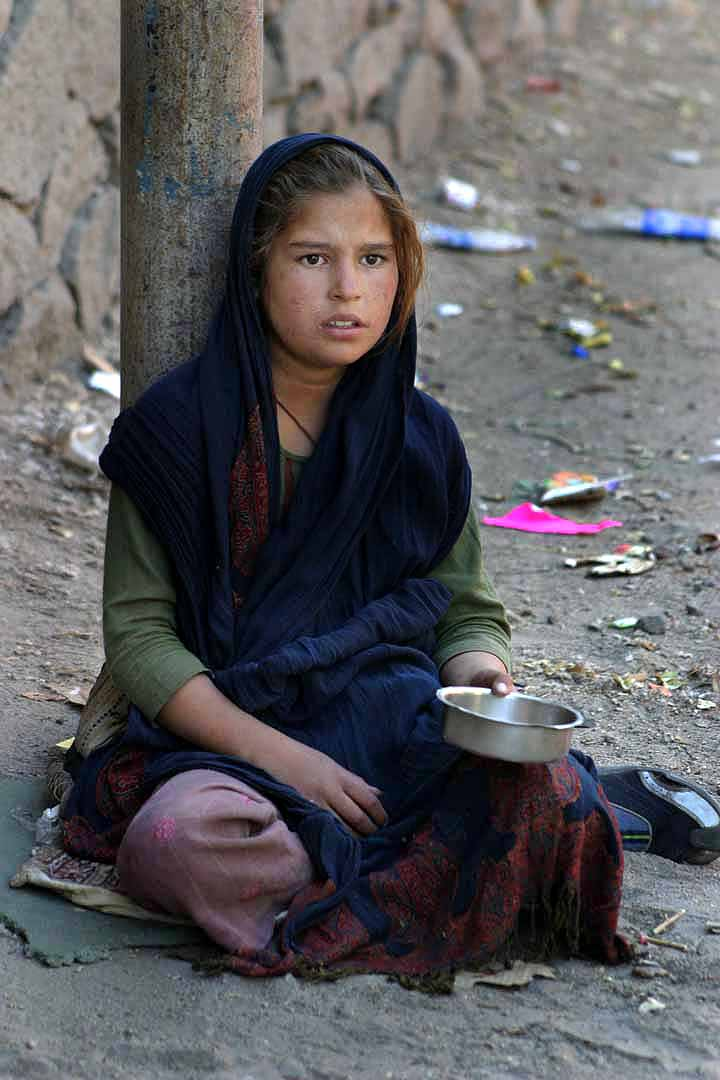
喀什米爾拉達克一個乞丐

家庭每個月收入高於生活所需的開支愈大，家庭環境愈富裕；家庭每個月收入和生活所需的開支取得平衡，家庭環境會保持不變；家庭每個月收入低於生活所需的開支愈大，家庭環境愈貧窮。
應該區分「貧窮」與「極端貧窮」的差別。
1987年，若瑟·赫忍斯基（Joseph Wresinski）在法國經濟社會理事會發表了《極端貧窮與經濟社會的不穩定》報告書，他在此報告中對極端貧窮提出的定義，後來被聯合國經濟社會理事會的特別報告員Leandro Despouy引用於《人權與極端貧窮的最後報告》。
若瑟·赫忍斯基是這樣定義「極端貧窮」的：
「不穩定指的是一種或一種以上的安全感之喪失，特別是失去工作。安全感意指能夠使個人及其家庭得以確保他們在職場、家庭與社會層面的義務，並享受到他們的基本權利。不穩定所造成的不安全感可以是嚴重並有決定性的，當它影響到生活的好幾個範疇，當它在時間上延長且持續不斷，當它嚴重地使人在可預見的未來，無法單獨爭取到他的權利，並再次承擔起他的責任時，它經常導致極端的貧窮。」
聯合國特別報告員Leandro Despouy認為：
「這個定義有雙重的新意及重要性，首先他以權利與責任的觀點來理解貧窮，而且是與全國所有的社會伙伴一道擬定的，並且徵求了特困者及赤貧家庭的意見。
此外，它指出貧窮（定義的第一部份）與極端貧窮（定義的第二部份）的接近性與差異性，這兩種情況看起來都緣於相似的現象，造成其根本差異之處在於所喪失之安全感的數量，幅度及持續的時間。它同時也指出：貧窮與極端貧窮的界線是真實存在的，但，也是會流動的。多重不穩定的狀況長期持續，有時甚至超過好幾代，是讓貧窮惡化為赤貧的一個因素。⋯⋯
指出極端貧窮的形成是由於不穩定情況的長期累積，這定義同時也引我們進入各項人權的不可分割及唇齒相依的領域。」

## 全球的情形

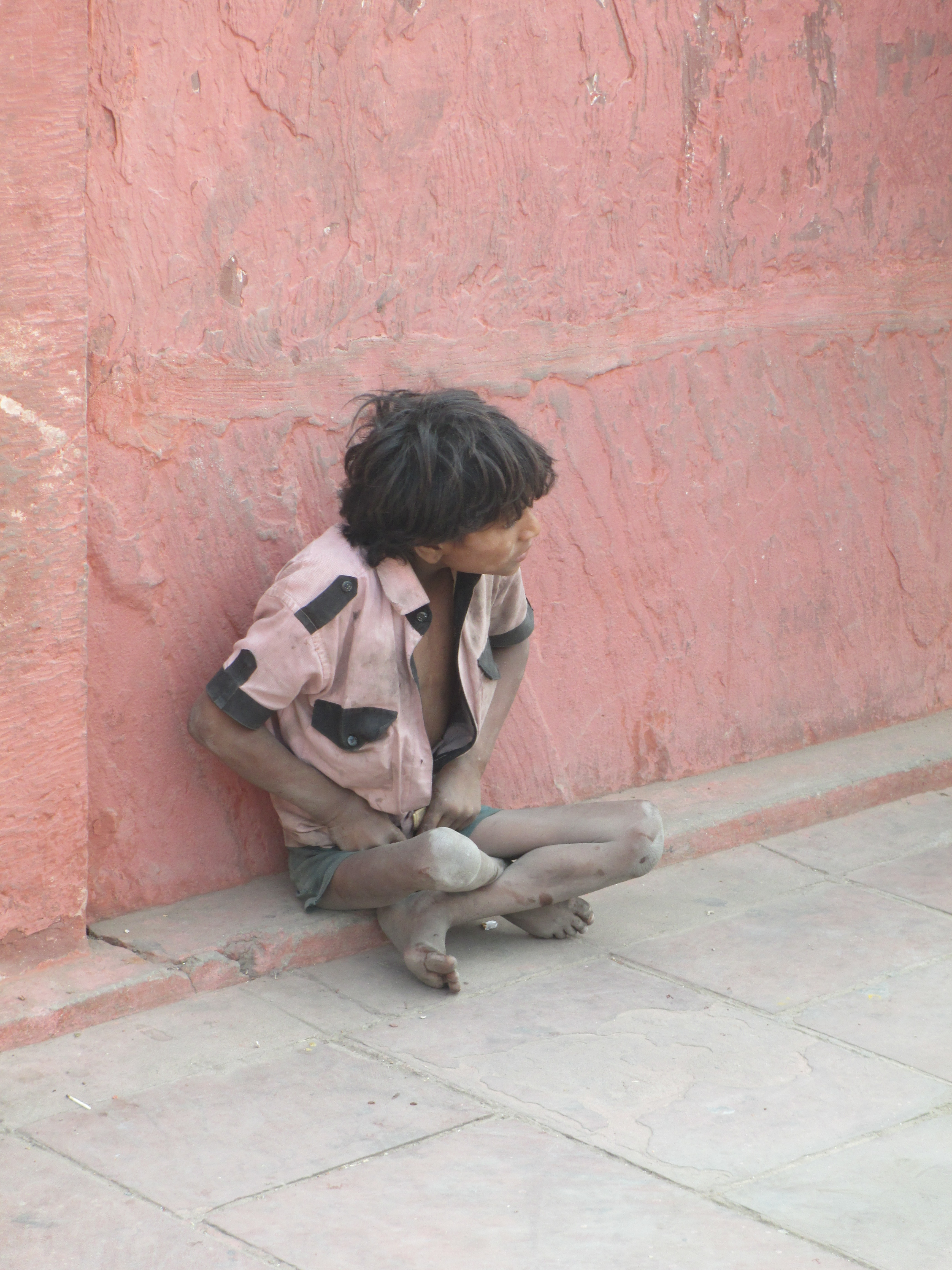
孟買路邊的貧童

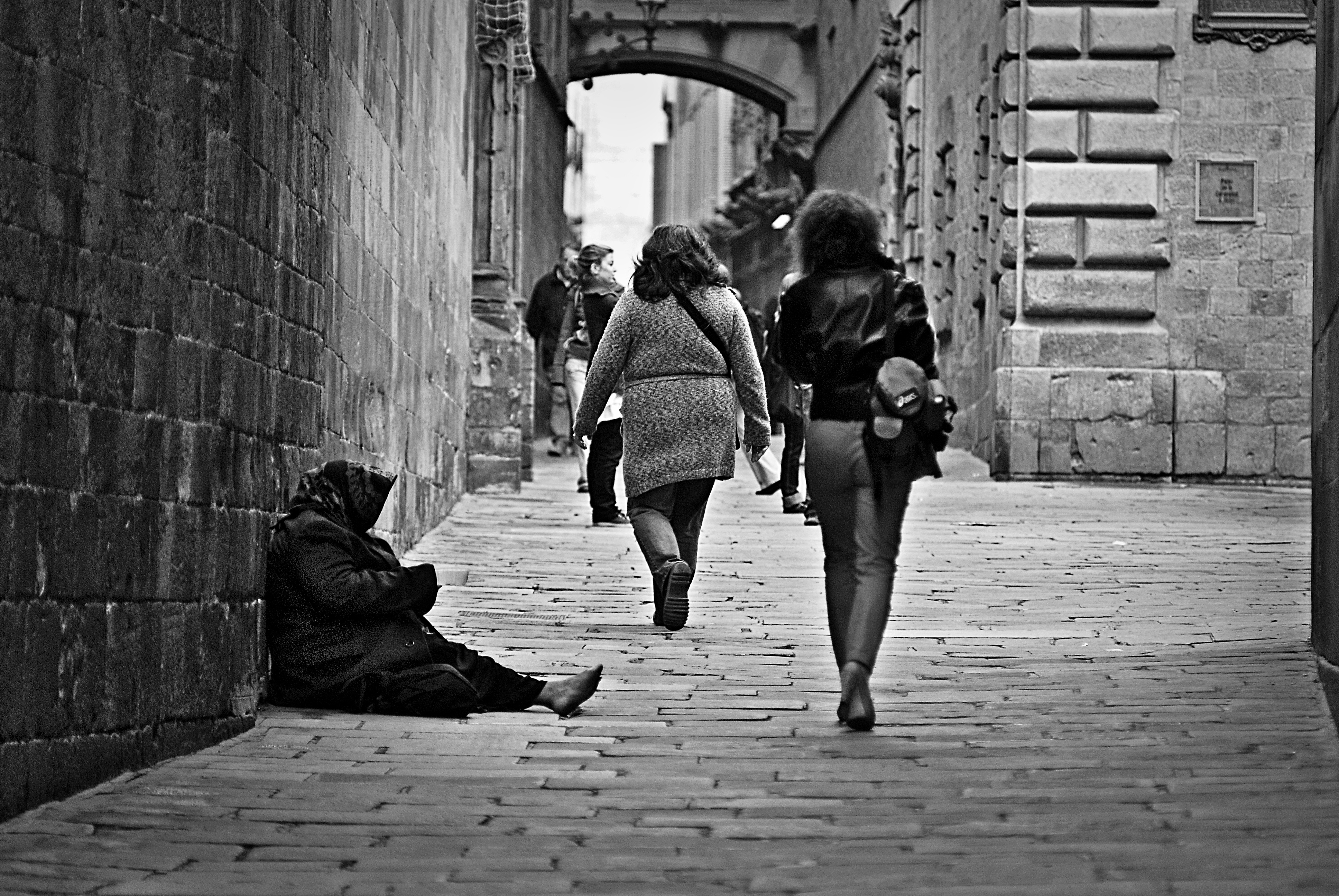
在乞討的女性

世界銀行在2015年預測有7億人生活在極度貧窮的情形下，較1990年時的17.5億人要少。以2015年的極度貧窮人口中，有3.47億（35.2%）是生活在非洲撒哈拉南部，有2.31億（13.5%）生活在南亞。依照世界銀行的數據來看，全球極度貧窮的人口比例從1990年的37.1%降到2015年的9.6%，這也是頭一次降到10%以下。
依2012年的統計資料，若以每天1.25美金為貧窮線，貧窮的人口約有12億人。若假設目前以国内生产总值為準的經濟模型及發展趨勢，約需要100年才能讓全世界最貧窮的收入超過每天1.25美金的貧窮線。

## 貧窮的維度
从發展經濟學角度講，貧窮就是缺乏工作機會，有以下五个维度：
1. 經濟的
2. 人類學的
3. 政治的
4. 安全相關的
5. 社會文化的

## 貧窮的成因
以下都有可能導致貧窮： 
- 個人因素：「病態性」的因素，即將貧窮視為是行為、選擇或缺乏能力所導致的後果；
- 家庭因素：將貧窮歸因於家庭的教養過程；还有可能是因为高昂的医药费而陷入贫穷；
- 低收入群體：工作收入不均勻，且一個月的薪資不足溫飽一個家庭。一般是家中有高齡人士或學齡兒童，而另外且需要支付高額的學費以及房貸等等費用[10]；
- 次文化因素：將貧窮歸因於一個社群中藉由學習及分享所得的生活模式；
- 社會因素：將貧窮歸因其他人（包括政府及經濟體系）所造成的後果
- 結構性因素：立論貧窮是社會結構所導致的。
- 文化因素：把貧窮歸咎於過度消費。

雖然人們普遍認為貧窮及失業是因為懶惰所造成，然而即便是世界上每個國民平均最富有的國家如美國，目前仍有數百萬人處於在職貧窮（working poor）的狀態，亦即其並未享有福利或其他立即的公眾援助計畫，以致其無法跨越貧窮線。政治的集权在一定程度上也不利于财富的均衡，譬如中国政府政策就造成农民和农村地区三十多年的贫困。亦有相当比例的贫困人口生活在资源丰富的国家。
樂施會認為貧窮多源於不公平，要消除貧窮，必須配以經濟、社會及結構性的改革。

## 貧窮的人
貧窮所帶來的影響也可能是造成下一代貧窮的原因，因此會產生「貧窮循環」，在個人、地區、國家及世界的層面產生影響。

### 對健康的影響
全球死亡的人口中，約有三分之一（每年1800萬人或是每日五萬人）的因為和貧窮有關的死因而死亡。在全球貧窮人口以及因極度貧窮而影響的人，有色人種、女性及小孩的比例偏高。貧窮的人飢餓（甚至餓死）或罹患相關疾病的比例也偏高。
貧窮的人其预期寿命也較短。依照世界卫生组织的資料，饥饿及營養不良是對全球健康最大的單一威脅，營養不良是兒童死亡最主要的原因，約佔所有死亡人數的一半。

### 引用
1. ↑  陳振聰：我真係好窮 （页面存档备份，存于）《星島日報》2012年5月7日
2. ↑  .   [2005-05-03]. （原始内容存档于2006-03-02）.
3. ↑  . www.unesco.org.   [4 November 2015]. （原始内容存档于2019-12-09）.
4. ↑  Sabates, Ricardo.  (PDF). IFLL Public Value Paper 1 (Latimer Trend, Plymouth, UK). 2008: 5–6  [2018-07-22]. ISBN 978 1 86201 3797. （原始内容 (PDF)存档于2015-05-28）.
5. ↑  . www.globalissues.org.   [4 November 2015]. （原始内容存档于2021-05-05）.
6. ↑   (PDF). www.worldbank.org/gmr.   [4 November 2015]. （原始内容存档 (PDF)于2016-06-07）.
7. ↑  . Worldbank.org. 4 October 2015  [6 January 2016]. （原始内容存档于2016-01-03）.
8. ↑  Ravallion, Martin. "How long will it take to lift one billion people out of poverty?." The World Bank Research Observer 28.2 (2013): 139.
9. ↑  Jason Hickel (30 March 2015). It will take 100 years for the world's poorest people to earn $1.25 a day （页面存档备份，存于）. The Guardian. Retrieved 31 March 2015.
10. ↑  iproperty. .   [2023-12-26]. （原始内容存档于2023-12-26）.
11. ↑  责任编辑：黄家杨. . 腾讯网——腾讯网历史频道.   [2015-10-08]. （原始内容存档于2012-07-20） （简体中文）.
12. ↑  .   [2013-04-10]. （原始内容存档于2018-07-18）.
13. ↑   (PDF). United Nations Development Programme.   [2015-04-15]. （原始内容存档 (PDF)于2015-04-15）.
14. ↑  Pogge, Thomas.  1. Polity Press. 2010: 12  [2015-01-17]. ISBN 9780745638928. （原始内容存档于2015-01-31）.
15. ↑  . Who.int.   [2010-10-24]. （原始内容存档于2020-09-24）.
16. ↑  . Csmonitor.com. 24 July 2007  [24 October 2010]. （原始内容存档于2019-10-23）.
17. ↑  Cano P. E, Librado. . Trafford. 2010: 100. ISBN 9781426947667.
18. ↑  . The Economist. 2008-01-24  [2011-05-28]. （原始内容存档于2016-12-31）.

## 外部連結
- 綠色和平：氣候變化令扶貧失效，貧者更貧 （页面存档备份，存于）
- Poverty - The Development Gateway community portal on Poverty is a comprehensive collection of articles, reports, data, statistics, projects and other resources.
- PovertyNet - PovertyNet provides an introduction to key issues as well as in-depth information on poverty measurement, monitoring, analysis, and on poverty reduction strategies for researchers and practitioners.